# Sharknado 5: Global Swarming
Sharknado 5: Global Swarming ist ein US-amerikanischer Fernseh-Horrorfilm aus dem Jahr 2017. Er ist nach Sharknado – Genug gesagt! (2013), Sharknado 2 (2014), Sharknado 3 (2015) und Sharknado 4 (2016) der fünfte Teil der Sharknado-Reihe. Wie schon bei den vorausgegangenen Filmen führte Anthony C. Ferrante Regie. 2018 folgte Sharknado 6: The Last One.
Produziert wurde Sharknado 5 von The Asylum und dem Sender Syfy, auf dem er am 6. August 2017 auch erstmals ausgestrahlt wurde. Hauptfiguren sind wieder Fin Shepard (Ian Ziering) und April Wexler-Shepard (Tara Reid) sowie aus den vorangegangenen Teilen bekannte Familienmitglieder.

## Handlung
Nach einer ruhigen Phase, die Vereinigten Staaten liegen teils noch in Trümmern, macht sich eine Gruppe um Nova auf, die Ursache der Sharknados zu finden. Dabei wird, mit Stonehenge als Ursprung, ein neuer noch gigantischerer Sharknado freigesetzt, der die ganze Welt in Gefahr bringt. Darüber hinaus gerät Gil, jüngster Sohn von Fin Shepard und seiner bionischen Frau April, in den Wirbelsturm, worauf eine wilde Verfolgungsjagd über Kontinente hinweg beginnt, um den Jungen zu befreien.

## Hintergrund

### Produktion
Die Produktion des fünften Teils der Filmreihe wurde unmittelbar nach der Premiere des vierten Teils bekanntgegeben. Der Dreh wurde mit 20 Tagen angesetzt. Gedreht wurde unter anderem in London und Bulgarien.

### Veröffentlichung
Der Film erfuhr seine Erstausstrahlung in den USA beim Sender Syfy am 6. August 2017, in Deutschland bei Syfy Deutschland am 10. August 2017. Die Einschaltquoten bei Syfy Deutschland war gegenüber den Vorgängerteilen stark rückläufig. Im Rahmen der Reihe Die schlechtesten Filme aller Zeiten wurde der Film am 1. Dezember 2017 bei Tele 5 ausgestrahlt.

### Cameos
Nachdem der erste Teil einen überraschenden Hype auslöste, waren bereits die Nachfolger voll mit Cameos. Da der globale Sharknado auch Deutschland trifft, sind auch zahlreiche Gastauftritte von lokalen Persönlichkeiten die Folge. So sind Oliver Kalkofe, Peter Rütten, Sarah Knappik, Olli Schulz, Jan Delay, Stefan Sandrock, Linda Zervakis, Dietmar Wischmeyer, Bela B, Joko Winterscheidt, Klaas Heufer-Umlauf, Oliver Welke, Tim Mälzer, Rob Vegas, Markus Lanz, Ingrid van Bergen, Dieter Nuhr, Thomas Koschwitz, Julia Gámez Martin, Simone Panteleit und Sascha Vollmer zu sehen.
Auch sonst sind viele mehr oder weniger bekannte Weltstars in das Geschehen eingebunden: Olivia Newton-John, Nichelle Nichols, Greg Louganis, Kathie Lee Gifford,  und Dan Fogler sowie Fabio in der Rolle des Papstes.